# Ellison (månekrater)
Ellison er et nedslagskrater på Månen. Det befinder sig på Månens bagside lige bag den nordvestlige rand og er opkaldt efter den irsk-fødte britiske astronom Mervyn A. Ellison (1909 – 1963).
Navnet blev officielt tildelt af den Internationale Astronomiske Union (IAU) i 1970. 

## Omgivelser
Ellisonkrateret ligger sydvest for det store Poczobuttbassin. Stik vest for Ellison ligger Coulombkrateret.

## Karakteristika
Ellisons ydre rand er stort set cirkulær, dog med en indadgående bule langs den sydlige rand og en lidt udadgående mod vest-nordvest. På den nordøstlige indre kratervæg findes en enkelt terrasse, dannet af materiale, som er skredet ned. I stedet for en central top ligger der et lille krater i bundens midte. Et mindre krater ligger vest-sydvest for dette, men ellers er bunden uden særlige træk af interesse.

## Satellitkratere
De kratere, som kaldes satellitter, er små kratere beliggende i eller nær hovedkrateret. Deres dannelse er sædvanligvis sket uafhængigt af dette, men de får samme navn som hovedkrateret med tilføjelse af et stort bogstav. På kort over Månen er det en konvention at identificere dem ved at placere dette bogstav på den side af satellitkraterets midte, som ligger nærmest hovedkrateret. Ellisonkrateret har følgende satellitkratere:
| Ellison | Længde  | Bredde   | Diameter |
| ------- | ------- | -------- | -------- |
| P       | 52,8° N | 109.6° V | 32 km    |

## Måneatlas
- Billeder af Ellisonkrateret i LPI-måneatlasset